# 国鉄クモエ21形電車

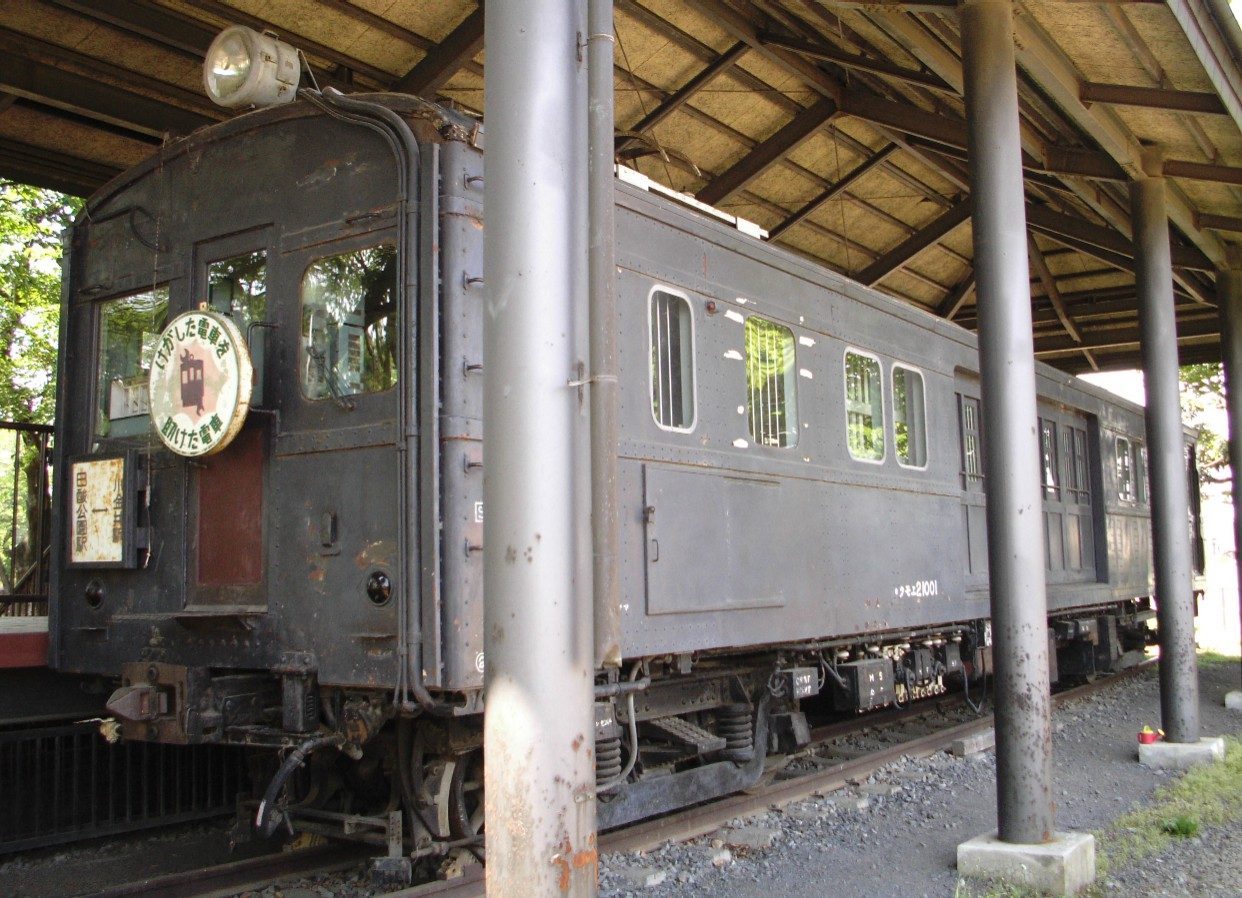
クモエ21001

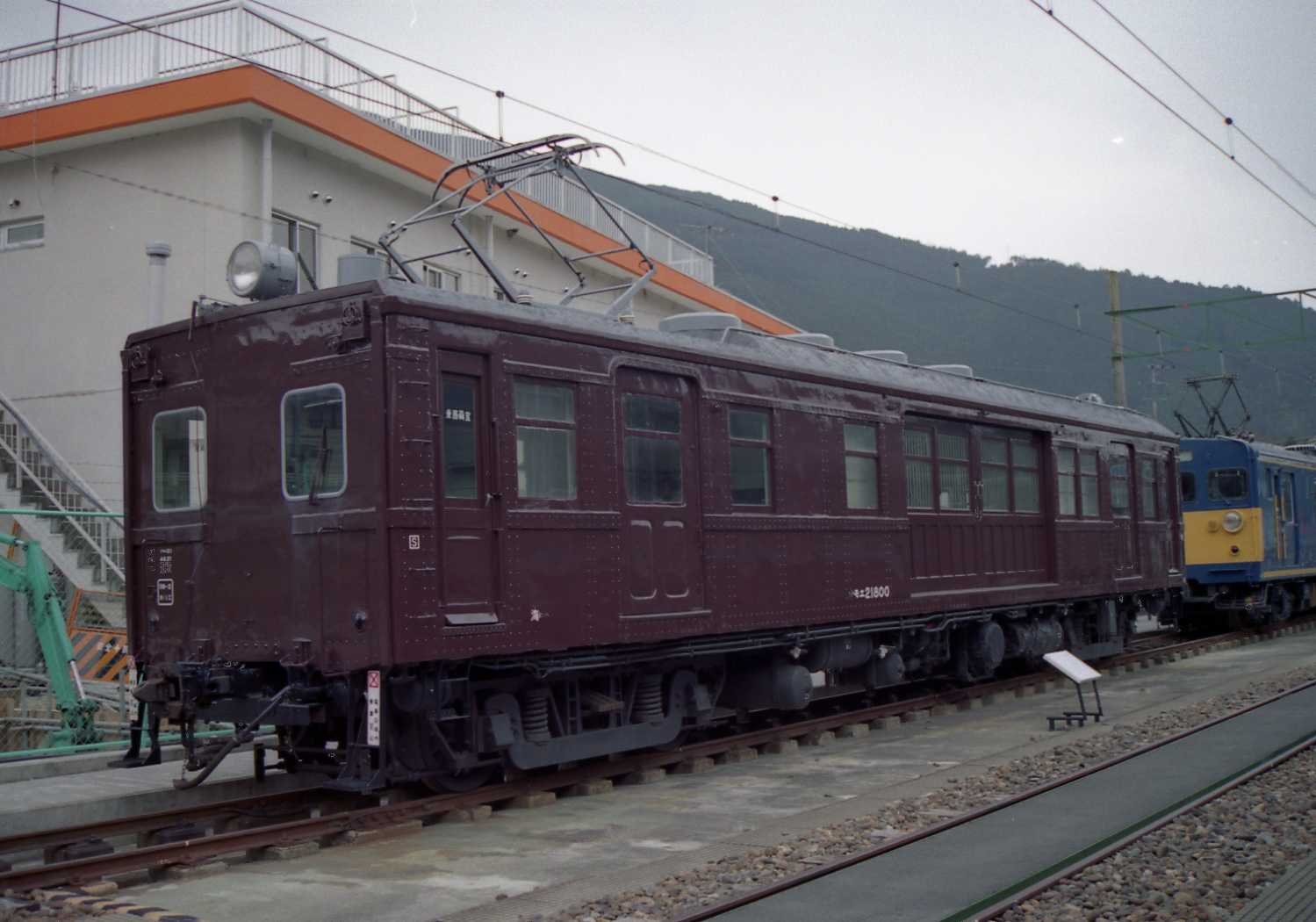
クモエ21800

クモエ21形は、かつて日本国有鉄道（国鉄）に在籍した旧形電車である。

## 概要
車体長17m級の半鋼製事業用制御電動車（救援車）に与えられた形式で、1963年（昭和38年）から1970年（昭和45年）にかけてクモハ11形の改造により10両が製作された。改造種車の出自により2系統に分かれるが、配置区の事情に応じて形態の個体差が大きい。
クモエ21000 - 003, 005
クモハ11形100・150番台の改造車。詳細は国鉄30系電車#救援車への改造を参照。
クモエ21004, 006 - 009
クモハ11形200番台の改造車。詳細は国鉄31系電車#救援車への改造を参照。
クモエ21800
クモエ21008を1975年（昭和50年）に低屋根改造したもの。詳細は国鉄31系電車#救援車への改造を参照。
最後まで残ったクモエ21001とクモエ21800はいずれも国鉄分割民営化直前（1986年度）に廃車となり、21001は栃木県下野市の日酸公園に、21800は静岡県浜松市天竜区の佐久間レールパークに保存された。21800はのちに解体され、21001のみ現存する。